# Ignacy Graff
Ignacy Graff (lub Graf) – żyjący w XVIII wieku pruski (saski) architekt, królewski nadworny inżynier-konduktor.

## Życiorys
Od 1766 zamieszkał w Rydzynie, gdzie na zlecenie Antoniego Sułkowskiego kontynuował przebudowę pałacu, oficyn i zabudowy gospodarczej rozpoczętą przez Karola Marcina Frantza. Projekty Ignacego Graffa wprowadziły do architektury rezydencji elementy klasycyzmu, w 1784 stworzył plan miasta Rydzyna, który uznano za modelowy przykład osiowego powiązania miasta i rezydencji – układ ten istnieje do czasów obecnych.
Poza Rydzyną był również autorem projektów innych budowli:
- pałac Lipskich w Czerniejewie wybudowany w latach 1771-1775 dla Jana Lipskiego[1];
- dwór Szołdrskich w Popowie Starym (1775-1875) dla Ignacego Szołdrskiego z Czempinia herbu Łodzia[2];
- barokowy pałac w Gułtowach (1780-1786)[3].

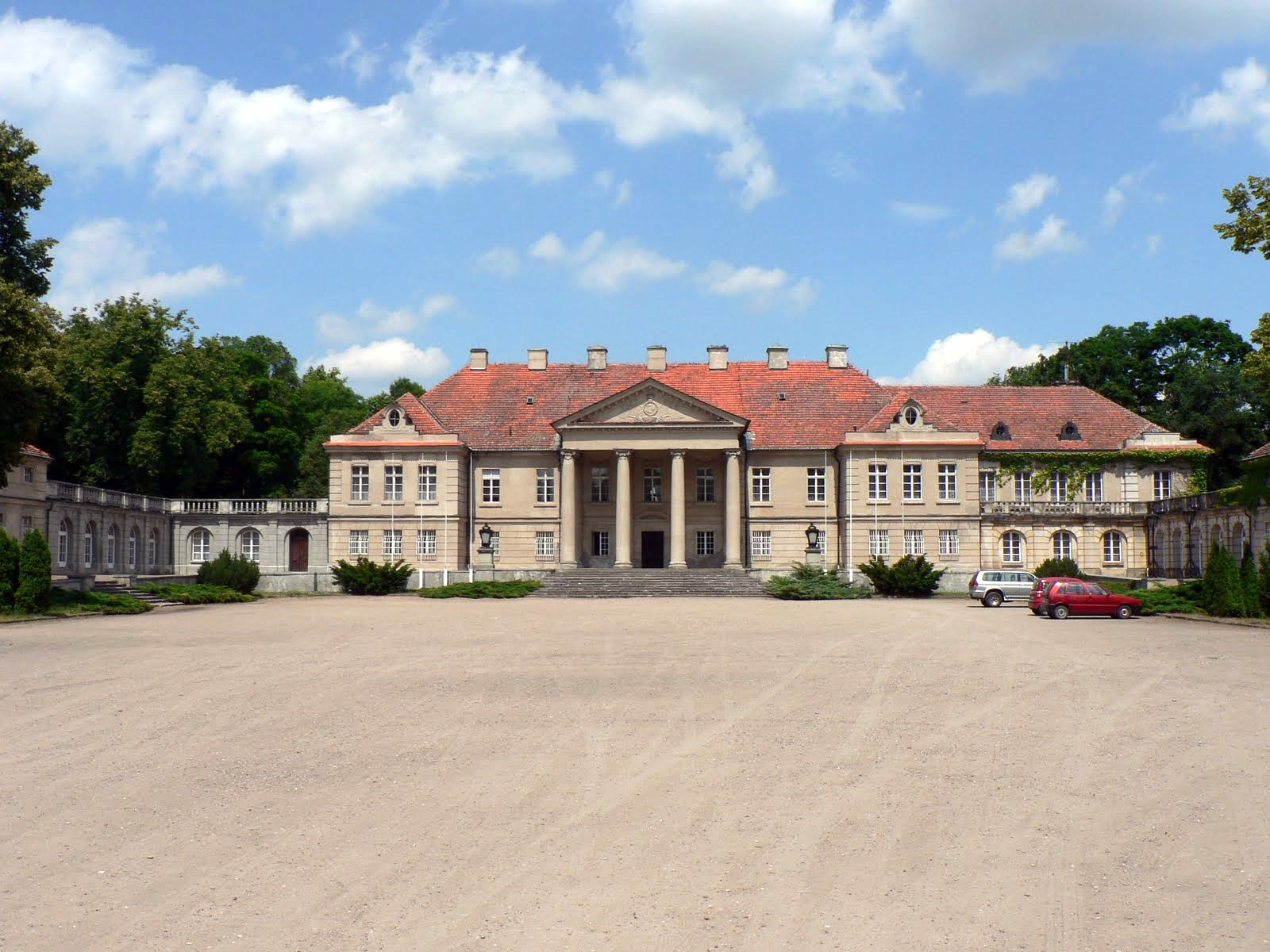
Czerniejewo
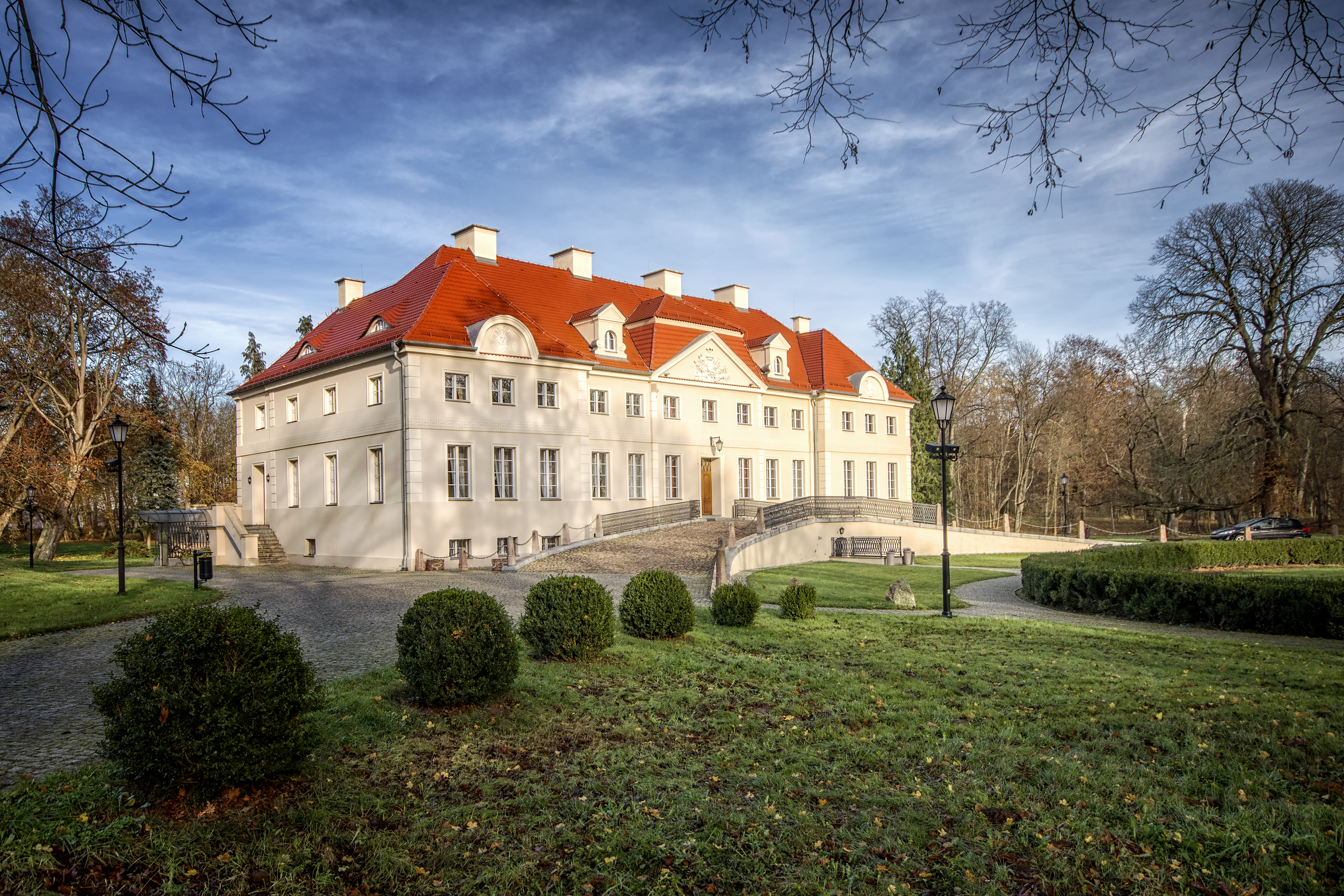
Gułtowy
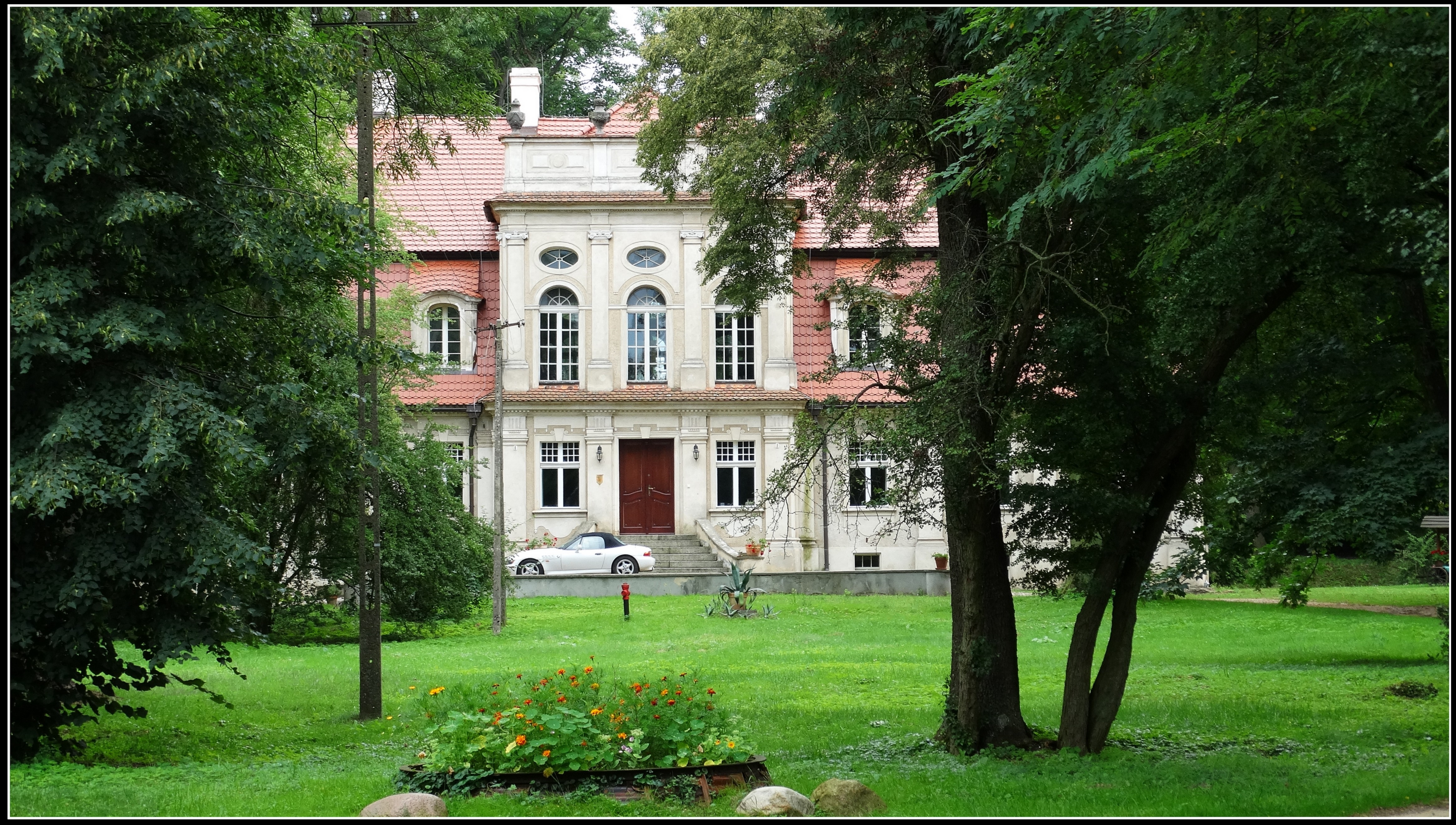
Popowo Stare